# Референдумы в Швейцарии (2002)
Референдумы в Швейцарии проходили 3 марта, 2 июня, 22 сентября и 24 ноября 2002 года. В марте прошли референдумы по народным инициативам «о присоединении к ООН» и «по снижению рабочего времени». Членство в ООН было одобрено, а предложение о снижении рабочего времени — отклонено. В июне проходили референдумы по поправкам к Уголовному кодексу относительно абортов (одобрен) и по народной инициативе «за мать и ребёнка», которая была отклонена.
В сентябре прошли референдумы по народной инициативе «о добавлении излишков золотого запаса в пенсионный фонд» (и контр-предложение) и по федеральному закону о рынке электроэнергии. Все были отклонены. В ноябре проводились референдумы по народной инициативе «против злоупотреблений прав на беженство» (отвергнута) и по федеральному закону об обязательных страховании по безработице и компенсации платежеспособности (одобрен).

## Результаты
| Месяц            | Вопрос                                         | За        | За   | Против    | Против | Пустых/ недействительных бюллетеней | Пустых/ недействительных бюллетеней | Всего     | Зарегистри- рованных избирателей | Явка | Кантоны за | Кантоны за | Кантоны против | Кантоны против |
| Месяц            | Вопрос                                         | Голоса    | %    | Голоса    | %      | Пустые                              | Недейств.                           | Всего     | Зарегистри- рованных избирателей | Явка | Полных     | Полу-      | Полных         | Полу-          |
| ---------------- | ---------------------------------------------- | --------- | ---- | --------- | ------ | ----------------------------------- | ----------------------------------- | --------- | -------------------------------- | ---- | ---------- | ---------- | -------------- | -------------- |
| Март             | Членство в ООН                                 | 1 489 110 | 54,6 | 1 237 629 | 45,4   | 20 386                              | 11 800                              | 2 758 925 | 4 721 422                        | 58,4 | 11         | 2          | 9              | 4              |
| Март             | Снижение рабочего времени                      | 686 935   | 25,4 | 2 021 198 | 74,6   | 30 981                              | 11 665                              | 2 750 779 | 4 721 422                        | 58,3 | 0          | 0          | 20             | 6              |
| Июнь             | Поправки в Уголовный кодекс                    | 1 399 545 | 72,2 | 540 105   | 27,8   | 30 008                              | 8 465                               | 1 978 123 | 4 730 594                        | 41,8 |            |            |                |                |
| Июнь             | Инициатива за мать и ребёнка                   | 352 432   | 18,2 | 1 578 870 | 81,8   | 32 912                              | 8 382                               | 1 972 596 | 4 730 594                        | 41,7 | 0          | 0          | 20             | 6              |
| Сентябрь         | Излишки золотого запаса — в пенсионный фонд[a] | 984 058   | 46,4 | 1 085 072 | 51,1   | 10 997                              | 9 663                               | 2 143 027 | 4 744 197                        | 45,2 | 6          | 0          | 14             | 6              |
| Сентябрь         | Контр-предложение по золотому запасу[a]        | 984 537   | 46,4 | 1 057 398 | 49,8   | 10 997                              | 9 663                               | 2 143 027 | 4 744 197                        | 49,8 | 6          | 1          | 14             | 5              |
| Сентябрь         | Закон о рынке электроэнергии                   | 972 770   | 47,4 | 1 078 412 | 52,6   | 62 974                              | 11 058                              | 2 125 214 | 4 744 197                        | 44,8 |            |            |                |                |
| Ноябрь           | Инициатива по беженству                        | 1 119 342 | 49,9 | 1 123 550 | 50,1   | 23 749                              | 9 941                               | 2 276 582 | 4 749 994                        | 47,9 |            |            |                |                |
| Ноябрь           | Закон о страховании по безработице             | 1 234 793 | 56,1 | 966 430   | 43,9   | 50 879                              | 10 019                              | 2 262 121 | 4 749 994                        | 47,6 |            |            |                |                |
| Источник: Nohlen |                                                |           |      |           |        |                                     |                                     |           |                                  |      |            |            |                |                |

a  При референдумах с контр-предложением избиратели могут не отвечать на вопрос. Всего 53 237  избирателей (2,5%) не ответили на вопрос о золотом запасе и 80 432 (3,8%) избирателей избрали не отвечать на контр-предложение.